# 7. Armee
7. Armee var namnet på en tysk armé under andra världskriget. 

## Normandie
Huvudartikel Dagen D

### Organisation
Arméns organisation den 15 juni 1944:
- I. SS Panzerkorps
- LXXXIV. Armeekorps
  - II. Fallschirm-Korps
  - Kampfgruppe Hellmich
- LXXIV. Armeekorps
- XXV. Armeekorps
- Arméreserv
  - XXXXVII. Panzerkorps
  - 5. Fallschirmjäger-Division
  - 17. SS-Panzergrenadier-Division Götz von Berlichingen (delar under transport)

## Ardennerna

### Organisation
Arméns organisation den 31 december 1944:
- LIII. Armeekorps
- LXXXV. Armeekorps
- LXXX. Armeekorps

## Prag

### Organisation
Arméns organisation den 7 maj 1945:
- XII. Armeekorps
- XIII. Armeekorps

## Befälhavare
- Generaloberst Friedrich Dollmann 	(24 aug 1939 - 28 juni 1944)
- SS-Oberstgruppenführer Paul Hausser 	(28 juni 1944 - 21 aug 1944)
- General der Panzertruppe Hans von Funck 	(21 aug 1944 - 22 aug 1944)
- General der Panzertruppe Heinrich Eberbach 	(22 aug 1944 - 31 aug 1944)
- General der Panzertruppe Erich Brandenberger 	(31 aug 1944 - 20 feb 1945)
- General der Infanterie Hans-Gustav Felber 	(22 feb 1945 - 25 mars 1945)
- General der Infanterie Hans von Obstfelder 	(25 mars 1945 - 8 maj 1945)